# Phaegoptera medionigra
Phaegoptera medionigra là một loài bướm đêm thuộc phân họ Arctiinae, họ Erebidae.